# Guernica (Argentine)
Pour les articles homonymes, voir Guernica (homonymie).
Guernica est une localité argentine située dans le partido de Presidente Perón, dans la province de Buenos Aires.

## Histoire
Les terres de Guernica reconnaissent un lien historique avec ce qui était à l'origine les anciens curato (territoire sur lequel les curés sont appelés à travailler) de la région de San Vicente. En 1618, les pères franciscains ont établi une réduction de Indiens Querandíes, dans les environs de la lagune de San Vicente, qui comprenait cacique. Tubichamini, et quelque deux cent cinquante Indiens, dirigés par le père Bolaños.
Le 29 novembre 1627, le gouverneur Francisco de Céspedes concéda en merced (octroi d'une récompense en reconnaissance d'un mérite quelconque contracté par un vassal) à Francisco García Romero un champ face au ruisseau qui s'étendait vers le sud jusqu'aux terres actuellement occupées par la ville de San Vicente. Par la suite, la fraction a été divisée et transmise à différents « propriétaires ».
Le 15 juillet 1859, le juge de première instance, Pablo Font, déclare devant le notaire Ceballos, que devant son tribunal la succession testamentaire de Buenaventura Pontasi est en cours de traitement et que parmi ses biens se trouve une propriété rurale située dans les environs de San Vicente, qui est mise aux enchères publiques. La ferme a été achetée par l'éleveur Eustoquio Díaz Vélez (fils). Après sa mort, l'établissement d'Eustoquio Díaz Vélez (fils) a été divisé en 1914 en deux fractions qui ont été attribuées à ses deux fils : Carlos Segundo Díaz Vélez et Eugenio Cristóbal Díaz Vélez. En 1928, lors de la succession de Carlos Díaz Vélez, sa fille Matilde (ou Mathilde) Díaz Vélez, familièrement connue sous le nom de « Patina », se voit attribuer le terrain appelé « La YaYa », situé dans le district de San Vicente, d'une superficie d'environ 356 hectares.
Pendant la pandémie de Covid-19 en Argentine, quelque 3 000 personnes ont occupé des terres, des négociations ont eu lieu avec les usurpateurs et le gouvernement pour expulser les terres, la tension montait entre les voisins et les personnes qui avaient usurpé les terres, et il y avait également des tensions avec les différents partis et organisations de gauche contre le gouvernement au fil des semaines de septembre et d'octobre (car les partis de gauche défendaient les occupations et encourageaient l'urbanisation) l'expulsion a été reportée à deux reprises jusqu'à ce que finalement le juge Rizzo ordonne que l'expulsion ait lieu le 30 octobre. Le 29 octobre, plus de 600 familles avaient accepté d'être expulsées pacifiquement, mais quelque 1 400 autres personnes sont restées dans la zone jusqu'au jour de l'expulsion. Ensuite, Sergio Berni, ministre de la Sécurité, a ordonné une opération policière de 4 000 hommes pour expulser la zone usurpée, et l'expulsion a réussi.

## Religion
| Diocèse  | Lomas de Zamora                  |
| -------- | -------------------------------- |
| Paroisse | Cristo Rey, Santísimo Sacramento |